# Al-Azdí
Abu-Zakariyyà Yazid ibn Muhàmmad ibn Iyàs ibn al-Qàssim al-Azdí, més conegut senzillament com al-Azdí (mort 945/946) fou un historiador àrab nadiu de Mossul, continuador d'Ibrahim ibn Muhàmmad ibn Yazid al-Mawsilí que havia escrit biografies de savis religiosos.
Al-Azdí va escriure sobre hadits i sobre la història política de Mossul. Es conserva només l'obra sobre la història política de Mossul entre els anys 719 i839, en el marc de la història general de l'època sobre la qual escrivia.